# 2B14 Podnos
2B14 Podnos (rusky 2Б14 «Поднос» podle indexu GRAU; česky podnos, tác) je sovětský střední 82 mm minomet zkonstruovaný počátkem 80. let 20. století. Zbraň váží 42 kg a k její obsluze jsou potřeba dva až čtyři vojáci. Minimální dostřel je 80 metrů, maximální pak 4,27 km. Hmotnost náboje je 3,14 kg. Stejné projektily může použít i jiný sovětský minomet 2B9 Vasiljok.
Podnos je klasický pěchotní praporní minomet, který nahradil zastaralý 82 mm minomet vyrobený ještě v době 2. světové války. Je rozložitelný, sestává ze tří částí: hlavně, ložiště a dvojnožky. Obsahuje optický zaměřovač MPM-44M.
Modernější varianta se označuje 2B14-1. Z Podnosu vychází i novější minomet 2B24 Děva.